# 守屋善輝
守屋 善輝（もりや よしてる、1903年5月15日 - 1993年3月11日）は、日本の法学者（英米法）。法学博士（中央大学・論文博士・1962年）。中央大学名誉教授。元中央大学学長代理。勲三等旭日中綬章受章。高柳賢三門下。

## 略歴
東京出身1929年東京帝国大学法学部卒業。1933年同大学院（旧制）法学研究科修了。1935年中央大学法学部教授。1936年イギリス・ケンブリッジ大学、アメリカ・ハーバード大学に留学。1948年中央大学予科長。1951年中央大学評議員（～1972年）。1952年中央大学学生部長。1954年中央大学通信教育部長。1966年日本比較法研究所所長（～1972年）。1968年中央大学学長事務取扱。中央大学理事。1973年日本比較法研究所名誉所長。1974年中央大学定年退職。同名誉教授。
1962年、法学博士（中央大学）の学位を取得。学位論文の題は「英法史の研究」。

## 叙位・叙勲
1974年 勲三等旭日中綬章受章

## 著作
- 『英國契約法概説』（有斐閣 1950年）
- 『学生とエチケット』（有信堂 1955年）
- 『英米法諺』（日本比較法研究所 1973年）